# Sergio Basso

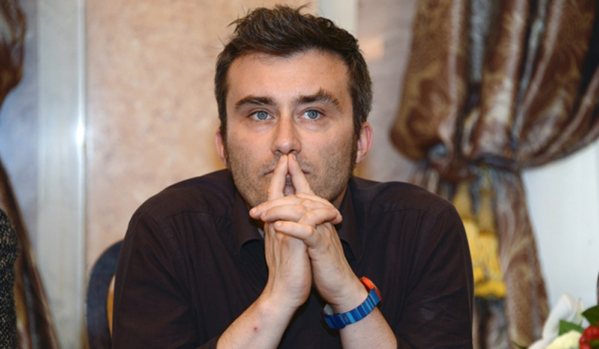
Sergio Basso al 36º Festival Internazionale del Film di Mosca, Giugno 2014

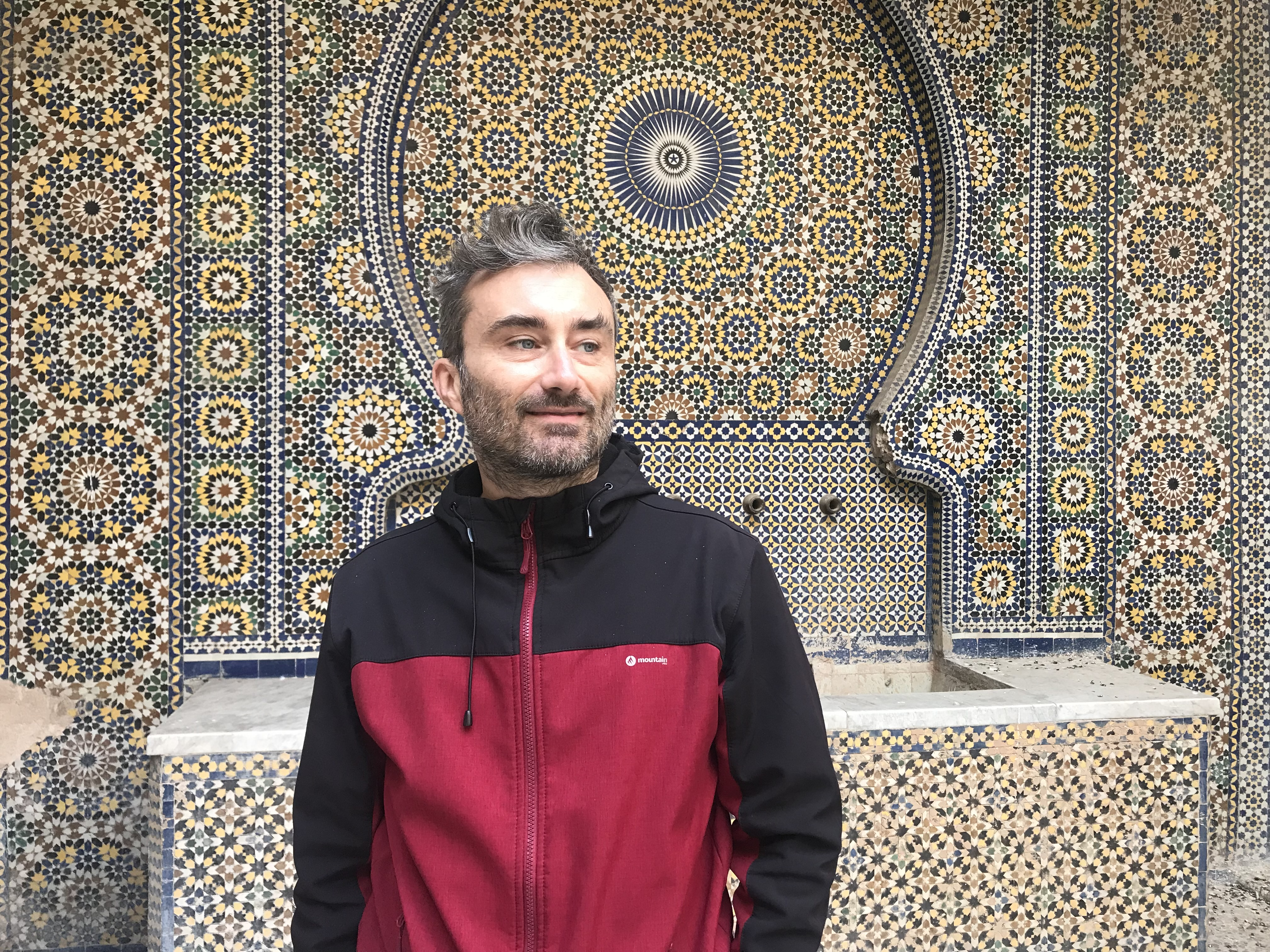
Sergio Basso al Palazzo El Glaoui in Fez 2023

Sergio Basso (Milano, 11 giugno 1975) è un regista, scrittore e sceneggiatore italiano.

## Biografia
La passione per il cinema risale agli anni del liceo, attratto dall'oriente e dallo sviluppo della nuova Cina trascorre un periodo di due anni a Pechino, si laurea in Lingue Orientali nel 1999 all'Università di Venezia e in Lettere Classiche all'Università di Milano nel 2011. Si è diplomato al Centro Sperimentale di Cinematografia di Roma nel 2006, è membro dell'European Documentary Network Association. Ha frequentato la scuola di teatro GITIS di Mosca.

### Gli inizi
Inizia a lavorare nel teatro come direttore della compagnia Teatraz, per poi passare dopo due anni al cinema come assistente del regista italiano Gianni Amelio nella produzione La stella che non c'è. Dopo aver diretto alcuni documentari presentati ai Festivals di Nyon, Annecy, Torino e Mosca dirige il suo primo film, Amori elementari.

### Carriera
Esordisce nel lungometraggio nel 2009 con il film Giallo a Milano. Nel 2013 ha diretto il film Amori elementari, uscito nelle sale in Italia, Svizzera, Russia e Canada; il film è stato presentato al 36º Festival cinematografico internazionale di Mosca e al 65º festival Giffoni, al Rio International Film Festival e ha vinto il Grand Prix come miglior film per l'infanzia all'Ostrajenie Film Festival di Mosca. Basso pubblica contemporaneamente il romanzo omonimo con la casa editrice Salani. 
Ha vinto il Premio per il Miglior Film Sportivo al Festival International du Film Sportif nel 2013 con "19 e 72" su Pietro Mennea, e nel 2015 con "Amori Elementari".
Ha scritto per RAI sia per la fiction (“Marta&Eva”, 2021), sia per i documentari prime time (“Nel cuore della Cina”, “Cine tempestose”).

### I film in Cina
Nel 2014 è stato chiamato a Beijing per girare un documentario in cinese per il prime time della tv di stato cinese, CCTV-6, dedicato alla rinascenza della dinastia Han nel I secolo d.C.
L’invito è stato rinnovato nel 2016: ha girato per BeijingTV il documentario per l’ottantesimo della Lunga Marcia, con cui ha partecipato al Beijing Film Festival e ha vinto il China Award 2016.

### Internet e l’animazione
Grazie all'impulso di Alessandro Borrelli, alla collaborazione dello Studio La Testuggine ed al sostegno de Il Corriere della Sera ha creato una delle prime piattaforme crossmediali italiane, dal documentario Giallo a Milano, con storie e protagonisti nuovi rispetto al film omonimo.
Collabora da diversi anni con la Rai, realizzando diversi cartoni animati.
Per l'animazione di uno dei personaggi di Giallo a Milano vince Il Festival Internazionale d'Animazione Annecy nel 2010. Si occupa anche di cinematografia d'impresa, realizzando cortometraggi e reportage per Telecom, Save the Children, ONU, il museo MAXXI di Roma, De Agostini Editore.
Ha collaborato con Duilio Giammaria per il documentario su RAI 1 Nel cuore della Cina , sulla figura e l'eredità di Matteo Ricci; con Maria Novella Rossi per il documentario su RAI 5 Cine tempestose, sui primi italiani che vissero nella Cina di Mao tra gli anni Cinquanta e Settanta; con la trasmissione Scatole Cinesi  di RAI 3.

## Filmografia

### Regista
- Cercando Itaca (2023)
- Snow Riders (2022)
- POV I primi anni - seconda stagione (2021)
- Dimmi chi sono (2020)
- Long March Today (2016)
- Amori elementari (2014)
- Cine tempestose (2013)
- La buona stella (2013)
- Diciannove e settantadue (2012)
- Giallo a Milano  (2009)
- Il viaggio di Gesù (2007)
- Dora (2007)
- Quando capita di perdersi (2005)
- 30 febbraio (2004)
- Fuhao (2003)

### Regie teatrali
- Organizzazione Festival Cina, Teatro Vascello di Roma, 2019
- Te la do io la Cina, Teatro Filodrammatici di Milano, Vascello di Roma, Gallerie Toledo di Napoli, 2019
- Orazione civile su Qiu Jin, Fondazione Giangiacomo Feltrinelli, Milano, 2019
- motion capture acting per Third Hand Socrates - Spettacolo multimediale su testi di Platone con musiche di John Cage Accademia Teatro Dimitri, conservatorio della Svizzera Italiana, regia Giampaolo Gotti, direzione orchestrale Arturo Tamayo, SUPSI Arts Auditorio Stelio Molo RSI Lugano, 2019
- Cessi Pubblici, di Guo Shixing, Teatro Filodrammatici di Milano, Tosse di Genova, Vascello di Roma, Gallerie Toledo di Napoli, Santa Marta di Venezia, 2017
- Artista residente presso La Corte Ospitale – Rubiera con la Compagnia Teatraz, 2016
- Contratto matrimoniale, Piccolo Teatro di Milano, 2015
- Vorrei i soldi di Ronconi, BassanoOperaFestival, Bassano del Grappa, 2009
- Il martello sui coglioni fumanti, Teatro Rialtoccupato, Roma, 2005
- Il viaggio, International Drama Show, Shanghai, 2005
- Colando, di Claire Dowie, al Festival Lamanicatagliata, Siena-Modena-Bologna; Festival Garofano Verde, Roma; Teatro CometaOff, Roma, 2002
- Le muse orfane, di Marc-Michel Bouchard, al Teatro Colosseo, Roma; Festival Confini, Modena; Festival Euroméditerraéen de Théâtre, Mostagenem, Algeria, 2001
- Amleto a morsi, dal testo di William Shakespeare, nella rocca di Montecuccoli (Mantova) con la compagnia Teatraz, 2000
- Antigone Z, di Paolo Bignamini, con Sophie Ciaudo,  musiche dal vivo di Alessandro Tarolo, Carlo Garofalo e Michele Comuzzi; Festival di Castellanza; Teatro dell’Acqua, Gargano (Brescia); Teatro Ratti (Legnano), 1999
- Dialoghi con Leucò, di Cesare Pavese, Teatro Wagner, Milano, 1995
- Girotondo, di Arthur Schnitzler, Teatro Libero, Milano, 1993

## Pubblicazioni
- AA.VV., Il patrimonio dell'umanità. Siti archeologici e centri storici, Skira, 2002.
- AA.VV., Il patrimonio dell'umanità. I complessi architettonici, Skira, 2003.
- AA.VV., Ritratti dalla Cina imperiale, P&P international Design, Torino, 2004.
- Sergio Basso, Filippo Salviati, Cina, Edizioni IlSole24Ore, 2006.
- AA.VV., Lo sguardo altrove. Il progetto Etno e il patrimonio culturale extraeuropeo in Emilia-Romagna, IBC, 2007.
- AA.VV., Manuale di storia dell'arte, Skira-Bompiani-Rizzoli, 2009.
- Sergio Basso, Marianna Cappi, Marina Polla de Luca, Amori elementari - Un anno di fuoco e di ghiaccio, Salani, 2014.